# IF Malmö Boys
IF Malmö Boys var en fotbollsförening från Malmö. Föreningen bildades 1988 efter en sammanslagning av fotbollsklubbarna BK Ljungen och BK Rosengård/Stella. Föreningen slogs ihop med Sorgenfri IK 1997 och bildade Sorgenfri Boys IK.